# Liste der Naturdenkmale in Steffenberg
Die Liste der Naturdenkmale in Steffenberg nennt die im Gebiet der Gemeinde Steffenberg im Landkreis Marburg-Biedenkopf in Hessen gelegenen Naturdenkmale.
| Bild            | Bezeichnung           | Ortsteil, Lage                                            | Beschreibung | Art        | Nr.     |
| --------------- | --------------------- | --------------------------------------------------------- | --- | ---------- | ------- |
| BW              | Wacholdervorkommen    | Niedereisenhausen 50° 50′ 19,3″ N, 8° 29′ 19″ O           | Offenfläche rechts der Straße von Niedereisenhausen nach Hommertshausen.                                                               |            |         |
| Fotos hochladen | Alte Eiche            | Oberhörlen, Hauptstraße 14 50° 50′ 5,7″ N, 8° 25′ 14,1″ O | An der Westseite der Kirche in der Ortsmitte von Oberhörlen.                                                                           | Einzelbaum | 310     |
| BW              | Alte Eiche            | Oberhörlen, Pfarrweg 50° 50′ 5″ N, 8° 25′ 26,8″ O         | Stieleiche auf dem Friedhof von Oberhörlen.                                                                                            | Einzelbaum | 311     |
| BW              | Alte Esche            | Oberhörlen, Pfarrweg 50° 50′ 4,5″ N, 8° 25′ 25,5″ O       | Etwa 150 Jahre alter, 22 m hohe Esche mit 3,34 m Umfang auf einer Rasenfläche an der Bestattungshalle auf dem Friedhof von Oberhörlen. | Einzelbaum | 312     |
| BW              | Stiel-Eiche am Scheid | Quotshausen 50° 51′ 23,4″ N, 8° 28′ 13,8″ O               | | Einzelbaum | 534.817 |

## Belege
1. ↑  
Naturdenkmale in Hessen. (pdf; 405 kB) Anlage zu Kleine Anfrage der Abg. Ursula Hammann (BÜNDNIS 90/DIE GRÜNEN) vom 15.04.2011 betreffend Biotopverbund Teil 2 und Antwort der Ministerin für Umwelt, Energie, Landwirtschaft und Verbraucherschutz. Hessischer Landtag, 22. Juni 2011, S. 90–102, abgerufen am 4. Februar 2016.
2. ↑  Verordnung über „16 Einzelbäume und Baumgruppen“ als Naturdenkmale vom 15.01.2023. Landkreis Marburg-Biedenkopf, 15. Januar 2023, abgerufen am 11. März 2023.

- Karte mit allen Koordinaten:
- OSM |
- WikiMap